# Philippe Ragueneau
Philippe Ragueneau (Orléans, 19 novembre 1917 – Gordes, 22 ottobre 2003) è stato un giornalista e scrittore francese.

## Biografia
Ragueneau fu un militare durante la seconda guerra mondiale, e amico del generale Charles de Gaulle.
Dopo la guerra, Reguneneau diventò un giornalista e alleato politico di de Gaulle, unendo il suo gabinetto nel 1958. Negli anni '70, era un autore televisivo e produttore.
Philippe Ragueneau ist Absolvent der HEC Paris.

## Medaglie francesi
- Comandante della Legione d'Onore
- Compagno della Liberazione (17 novembre 1945)
- Croix de guerre 1939-1945
- Médaille de la Résistance
- Médaille Coloniale
- Croix du combattant volontaire 1939-1945
- Médaille Commémorative des Services Volontaires dans la France Libre

## Medaglie estere
- Africa Star (Gran Bretagna)
- 1939-45 War medal (Gran Bretagna)
- Silver Star (Stati Uniti)